# Гэнко-сякусё
Гэнко-сякусё (яп. 元亨釈書 Гэнко:-сякусё, Буддийские записи годов Гэнко) — самая старая сохранившаяся японская буддийская хроника. Написана патриархом японского буддизма, принадлежащим традиции Риндзай-дзэн, Кокан Сирэн, в монастыре Тофукудзи в городе Нара. Была завершена в составе 30 томов в эпоху правления Гэнко (впервые представлена ко двору в 1322), что отражено в её названии.

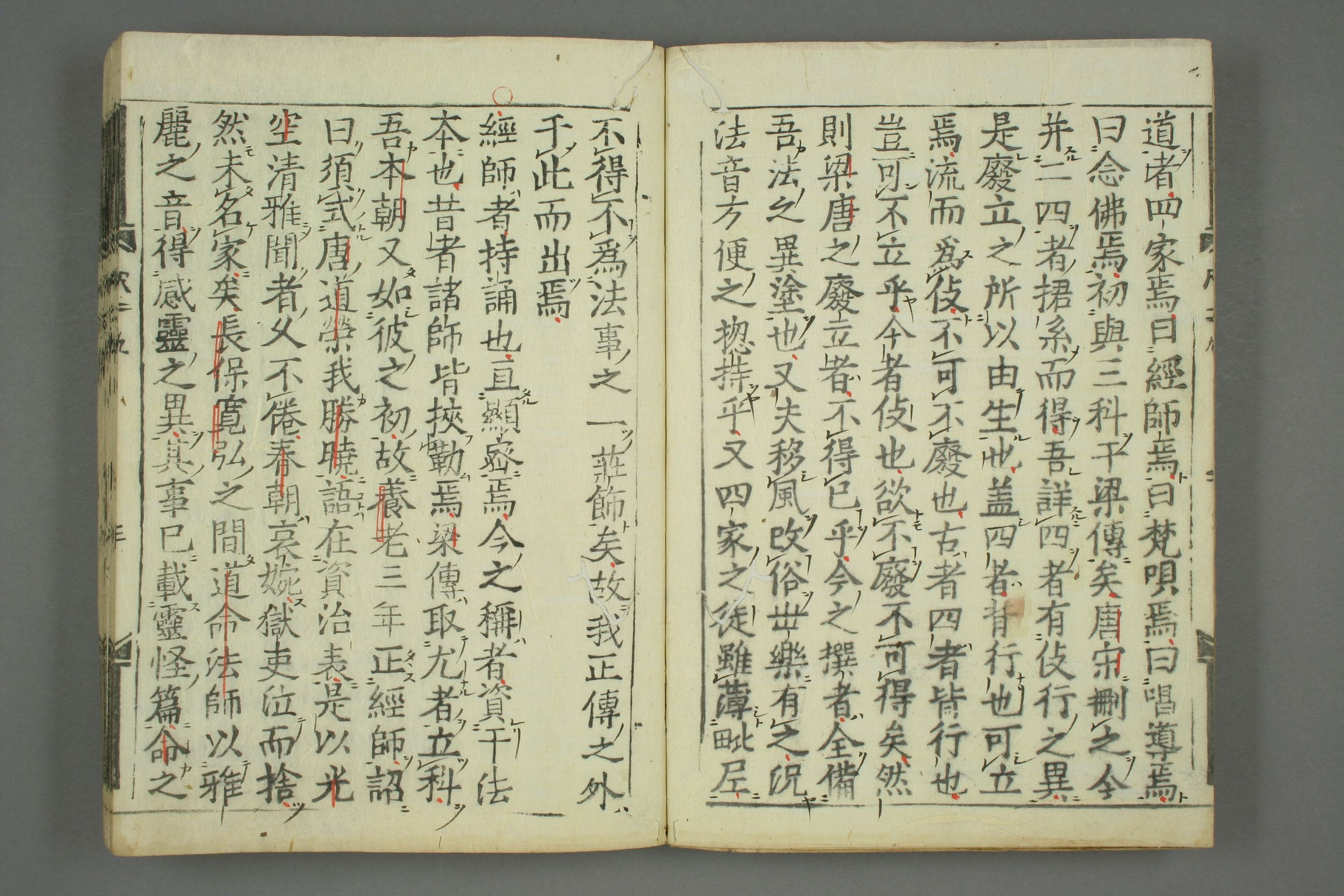
Гэнко-сякусё, Кокан Сирэн (1322, история буддизма в Японии)

Написана на классическом китайском языке. Памятник историографической литературы школы годзан бунгаку. Содержит свыше 400 биографий деятелей буддизма, выдержки из исторических документов, а в эссеистической части — утверждение судьбоносной роли буддизма для Японии, что обосновывается гонениями на буддизм в Индии и Китае, и тем, что божества синто приветствовали приход буддизма в Японию.

## История
Кокан Сирэн написал «Гэнко-сякусё» в 1322 году; буквальный перевод названия — «Буддийская история эпохи Гэнко». В предисловии к работе Кокан отметил, что ему пришлось написать её после того, как китайский монах Ишань Инин удивился, что в Японии такая работа ещё не написана Книга была впервые опубликована в период 1346—1377 гг..

## Структура
Гэнко-сякусё состоит из трёх частей:
1. Биографии (1-19 свитки) включают в себя 406 историй жизни монахов и светских деятелей[4].
2. Истории (20-26 свитки) охватывают период в 700 лет истории Буддизма вплоть до Периода Камакура[3].
3. 10 историй о развитии Буддизма в Японии (20-26 свитки)[3].